# Ports
Ports är en kommun i departementet Indre-et-Loire i regionen Centre-Val de Loire i de centrala delarna av Frankrike. Kommunen ligger i kantonen Sainte-Maure-de-Touraine som tillhör arrondissementet Chinon. År 2022 hade Ports 353 invånare.

## Befolkningsutveckling
Antalet invånare i kommunen Ports
Referens:INSEE